# Ligue des communistes (comité national)
Pour les articles homonymes, voir Ligue des communistes (homonymie).
 (mars 2018).
Si vous disposez d'ouvrages ou d'articles de référence ou si vous connaissez des sites web de qualité traitant du thème abordé ici, merci de compléter l'article en donnant les références utiles à sa vérifiabilité et en les liant à la section « Notes et références ».
 (mars 2018).
La Ligue des communistes (comité national) (共産主義者同盟全国委員会; Kyōsanshugisha Dōmei (Zenkoku Iinkai)) était une des factions de la Nouvelle Gauche japonaise. Son abréviation était hōka-ha. 

## Présentation
Cette faction s’est formée après le démantèlement de la seconde Ligue des communistes (Bunto) en 1970. Son journal était Hōka Noroshi, ce qui a donné l’abréviation de la faction. Son siège est situé dans l’arrondissement de Kita, dans la ville d'Osaka et ses activités se déroulent principalement dans la région du Kansai.
La Hōka-ha s’est écarté des luttes anti-impérialistes et écologistes (comme celle de l’aéroport de Narita) pour se rapprocher de la classe ouvrière dans un cadre international.
Ce cadre s'est concrétisé par la participation de l'organisation à la Conférence internationale des partis et organisations marxistes-léninistes (correspondance de presse internationale).
Depuis 1991, un rapprochement a eu lieu avec la faction « Drapeau de guerre » (senki-ha) de la Ligue des Communistes (issue également de l’explosion du second Bunto).
En avril 2004, la fusion a eu lieu et la nouvelle organisation a pris le nom de Ligue des Communistes (comité d'unification).